# Constance Marie

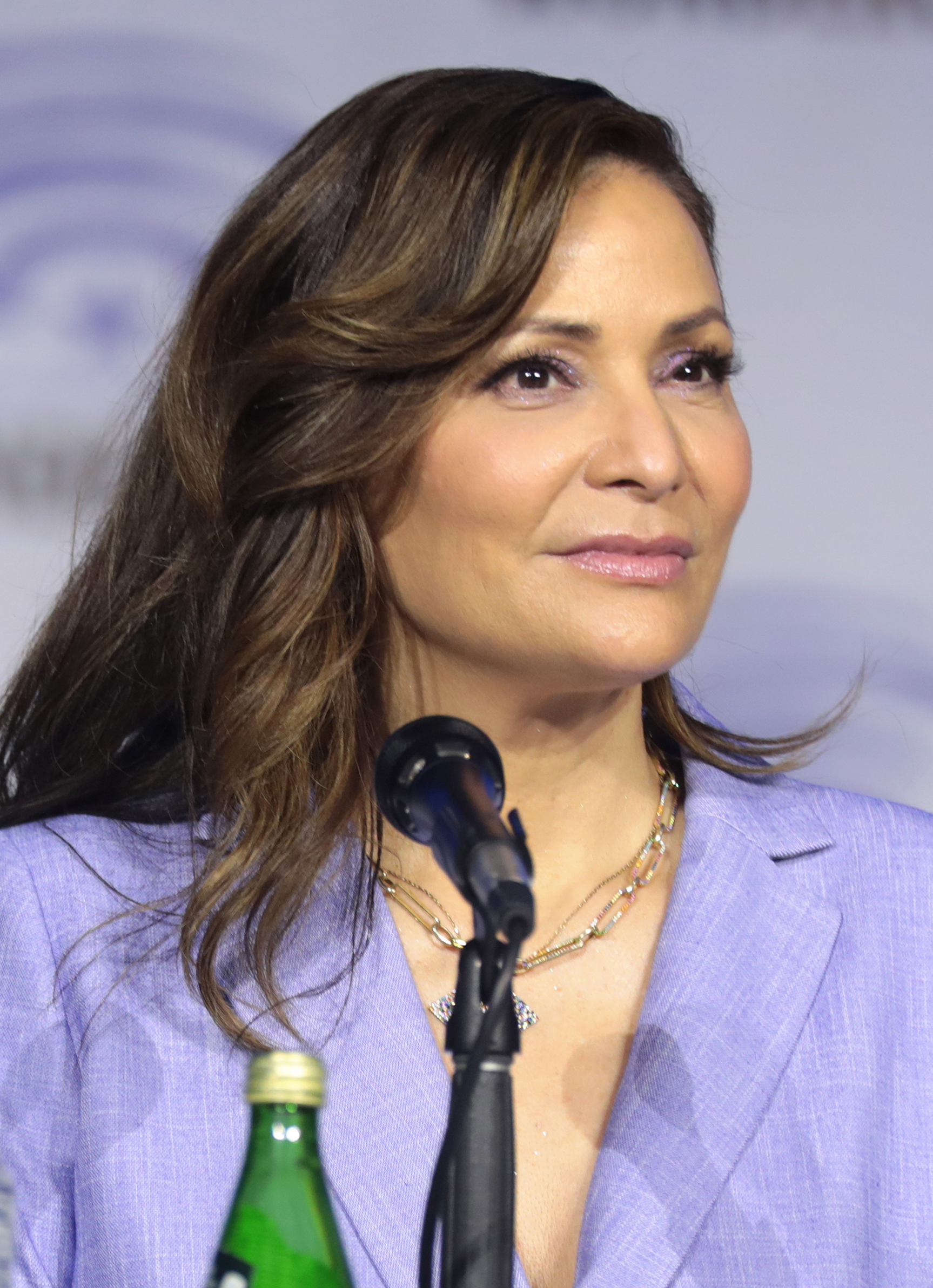
Constance Marie (2022)

Constance Marie (* 9. September 1965 in East Los Angeles, Kalifornien als Constance Marie Lopez) ist eine US-amerikanische Schauspielerin.

## Leben und Karriere
Constance Marie begann ihre Karriere 1988 mit Tanzauftritten in Musikvideos von David Bowie sowie dem Tanzfilm Salsa. Es folgte die Rolle der Penny Rivera in der kurzlebigen Fernsehserie Dirty Dancing, die auf dem gleichnamigen Tanzfilm basiert. In der Seifenoper California Clan spielte sie zwei Jahre lang die Nikki Alvarez.
Weitere Rollen, hauptsächlich in Fernsehserien und Fernsehfilmen, folgten. Von 2002 bis 2007 war Marie in der gleichnamigen Serie des Comedians George Lopez zu sehen, wofür sie und Lopez 2004 gemeinsam für einen Young Artist Award nominiert wurden. Marie selbst erhielt für ihre Rolle der Angie Lopez 2004 den Imagen Award sowie weitere Nominierungen unter anderem für den ALMA Award.
Seit 2011 spielte sie in der Fernsehserie Switched at Birth als Regina Vasquez eine der Hauptfiguren der Serie.
Im Oktober 2007 startete ihr eigenes Modelabel The Constance Marie Collection. Im gleichen Jahr zeigte PETA Constance Marie in einer Anzeigenkampagne, die zur Sterilisation von Haustieren aufrief.
Marie ist seit 2009 Mutter einer Tochter.

## Filmografie (Auswahl)
- 1988: Salsa
- 1988–1989: Dirty Dancing (Fernsehserie, elf Folgen)
- 1989–1990: California Clan (Santa Barbara)
- 1993: 12:01 (Fernsehfilm)
- 1995: Meine Familie (My Family)
- 1996: Der Sentinel – Im Auge des Jägers (The Sentinel, Fernsehserie, Folge 1x03)
- 1997: Chaos City (Spin City, Fernsehserie, Folge 1x15)
- 1997: Selena – Ein amerikanischer Traum (Selena)
- 1997–1998: Fast wie Zuhause (Union Square, Fernsehserie, 13 Folgen)
- 1998–2000: Allein gegen die Zukunft (Early Edition, Fernsehserie, sechs Folgen)
- 1999: Ein Trio zum Anbeißen (Two Guys, a Girl and a Pizza Place, Fernsehserie, Folgen 2x17–2x18)
- 2000–2001: For Your Love (Fernsehserie, sechs Folgen)
- 2001: Ally McBeal (Fernsehserie, Folge 4x12)
- 2001: Tortilla Soup – Die Würze des Lebens (Tortilla Soup)
- 2002: American Family (Fernsehserie, 13 Folgen)
- 2002–2007: George Lopez (Fernsehserie, 119 Folgen)
- 2008: CSI: Vegas (CSI: Crime Scene Investigation, Fernsehserie, Folge 8x15)
- 2009: The Secret Life of the American Teenager (Fernsehserie, Folge 1x21)
- 2009: Immer wieder Jim (According to Jim, Fernsehserie, Folge 8x07)
- 2011: Der gestiefelte Kater (Puss in Boots, Stimme)
- 2011–2017: Switched at Birth (Fernsehserie, 104 Folgen)
- 2014: Sweet Surrender (Fernsehfilm)
- 2015: The Right Girl (Fernsehfilm)
- 2016: Angel from Hell (Fernsehserie, fünf Folgen)
- 2017: Lopez (Fernsehserie, Folge 2x04)
- 2016–2018: Elena of Avalor (Fernsehserie, acht Folgen, Stimme)
- 2018: Overthinking with Kat & June (Fernsehserie, Folge 1x05)
- 2019: The Fix (Fernsehserie, Folge 1x04)
- 2019–2020: Alexa und Katie (Alexa & Katie, Fernsehserie, vier Folgen)
- 2019–2022: Undone (Fernsehserie, 16 Folgen)
- 2020: Verliebt im Schnee – Ein Winter in Colorado (Winter in Vail, Fernsehfilm)
- 2021–2023: With Love (Fernsehserie, neun Folgen)
- 2023: How I Met Your Father (Fernsehserie, zwei Folgen)

## Auszeichnungen
- 1991: Nominierung für den Soap Opera Digest Award als Outstanding Female Newcomer: Daytime für California Clan
- 1998: Nominierung für den ALMA Award als Outstanding Actress in a Comedy Series für Fast wie Zuhause
- 2004: Nominierung für den Young Artist Award als Most Popular Mom & Pop in a Television Series für George Lopez
- 2004: Imagen Award als Best Actress in a Television Comedy für George Lopez
- 2004: Nominierung für den Imagen Award als Best Actress in a Television Drama für American Family
- 2005: Nominierung für den Imagen Award als Best Actress – Television für George Lopez
- 2006: Nominierung für den Imagen Award als Best Actress – Television für George Lopez
- 2007: Nominierung für den Imagen Award als Best Actress – Television für George Lopez
- 2007: Nominierung für den ALMA Award als Outstanding Actress – Television Series, Mini-Series or Television Movie für George Lopez
- 2011: Nominierung für den ALMA Award als Favorite TV Actress – Supporting Role für Switched at Birth
- 2012: Nominierung für Imagen Award als Best Supporting Actress – Television für Switched at Birth
- 2013: Imagen Award als Best Supporting Actress – Television für Switched at Birth